# 10353 Momotaro
10353 Momotaro eller 1992 YS2 är en asteroid i huvudbältet som upptäcktes den 20 december 1992 av den japanska astronomen Satoru Otomo i Kiyosato. Den är uppkallad efter Momotaro i japansk folktro.
Asteroiden har en diameter på ungefär 8 kilometer och den tillhör asteroidgruppen Koronis.